# Sternwarte Tirschenreuth
Koordinaten: 49° 53′ 20,2″ N, 12° 20′ 11,7″ O
Die Gerhard-Franz-Volkssternwarte Tirschenreuth ist eine 1964 durch Gerhard Franz gegründete Sternwarte und war damals die einzige öffentliche Volkssternwarte in Nordostbayern. Ihre Aufgabe ist, die Freude an der Astronomie und der Natur zu vermitteln. Die Volkssternwarte Tirschenreuth wurde zu Ehren ihres Gründers in Gerhard-Franz-Volkssternwarte umbenannt.
Eigentümer ist die Volkshochschule Tirschenreuth und damit der Landkreis Tirschenreuth. Betrieben wird die Volkssternwarte durch die astronomische Arbeitsgemeinschaft Tirschenreuth unter der Leitung von Peter Postler.
Es werden jeden Freitag Vorträge zu verschiedenen Themen und Beobachtungen an den Teleskopen für die Besucher sowie Grundkurse und Sonderführungen angeboten. Mit dem Tirschenreuther Planetenweg können spielerisch die Dimensionen unseres Planetensystems im Maßstab 1:1 Milliarde erwandert werden.
Die Sternwarte gibt die Möglichkeit, sich über grundlegende Themen der Astronomie und der einzelnen Arbeitsgebiete zu informieren, ebenso über speziellere Fachgebiete wie Astrofotografie, Planetenbeobachtung und Deep Sky sowie der Kosmologie – die Beschäftigung mit den großräumigen Strukturen des Kosmos.
Die Sternwarte wurde 2006/2007 umgebaut und erweitert und besitzt eines der größten öffentlich zugänglichen Teleskope in Bayern. Zentrales Instrument ist ein 600-mm-Keller-Cassegrain-Teleskop mit 6000 mm Brennweite. Mit Hilfe von zahlreichen Zusatzinstrumenten ist es möglich, in die Tiefen des Universums vorzudringen. Live-Bilder vom Teleskop können im Vortragsraum betrachtet werden.